# 中家村
中家村（なかやむら）は茨城県新治郡にかつて存在した村である。現在の茨城県土浦市の南部に位置し、一中地区および四中地区のそれぞれ一部に相当する。

## 歴史

### 沿革
- 1889年（明治22年）4月1日 - 町村制施行により、信太郡宍塚村・佐野子村・飯田村・矢作村・下高津村・中高津村・上高津村・小松村および新治郡粕毛村が合併して信太郡中家村が発足。宍塚・佐野子・飯田・矢作・下高津・中高津・上高津・小松・粕毛がそれぞれ中家村の大字となる。村役場は下高津に設置された[1]。
- 1896年（明治29年）3月29日 - 信太郡消滅、新治郡中家村。
- 1937年（昭和12年）4月1日 - 新治郡土浦町に編入。同日中家村廃止。9大字は土浦町に継承[1]。
- 1940年（昭和15年）11月3日 - 新治郡土浦町と同真鍋町が合併し、土浦市が発足。

## 大字
現在はすべて土浦市の大字として継承されている。
- 下高津（しもたかつ）
- 中高津（なかたかつ）
- 上高津（かみたかつ）
- 小松（こまつ）
- 矢作（やはぎ）
- 飯田（いいだ）
- 佐野子（さのこ）
- 宍塚（ししつか）
- 粕毛（かすげ）

上記のうち下高津・中高津・上高津・小松は現在の土浦市の四中地区、矢作・飯田・佐野子・宍塚・粕毛は一中地区である。

## 地域

### 村役場
現在の土浦市下高津2丁目、銭亀橋脇の旧水戸街道沿い（現況は民有地）。中家村役場が置かれる前は戸長役場があった。役場庁舎は1892年（明治25年）に335円をかけて建設された。

### 教育
- 下高津尋常高等小学校
- 宍塚尋常小学校
- 常総学院中学校

## 人口・世帯

### 人口
総数 [単位： 人]
| 1891年（明治24年） | 2,809 |
| 1920年（大正9年）  | 3,422 |
| 1935年（昭和10年） | 4,500 |

### 世帯（戸数）
総数 [単位： 世帯]
| 1891年（明治24年） | 535 |
| 1920年（大正9年）  | 704 |
| 1935年（昭和10年） | 876 |